# آمنة الحداد
آمنة الحداد (مواليد 21 أكتوبر 1989) هي ربّاعة إماراتية.

## التعريف
ولدت آمنة الحداد في الإمارات في 21 أكتوبر 1989م لأب ولأم من دولة الإمارات العربية المتحدة؛آمنة الحداد هي أول إماراتية  ترفع الاثقال وكانت تعاني من البدانة قبل ممارسة رياضة رفع الاثقال؛عملت كمراسلة لعدد من المواقع والجرائد في الإمارات وهي تعد أول إماراتية تشارك في مسابقة دولية ؛كما كانت تعمل في مجال الصحافة قبل الاتجاه للرياضة وبدأت مشوارها بالصدفة عندما اشتركت بالصالات الرياضية لمعاناتها من البدانة ؛اختارتها شركةNIKE لتصبح أول فتاة عربية مسلمة محجبة تظهر في دعاية للملابس الرياضية ؛كما اشتركت أيضاً في حملة (الأفضل لها) التابعة لشركة NIKEوهدف هذه الحملة هو تشجيع السيدات علي الحفاظ علي رشاقتهن وصحتهن بشكل عام .

## الميداليات
حصدت 6ميداليات ذهبية و3 ميداليات فضية من الاتحاد الدولي لرفع الاثقال؛وشاركت بمسابقة crossfitالعالمية عام 2012 وحصلت علي المرتبة 70من170 امراة حول العالم؛وشاركت في مهرجان ارنولد الرياضي لمدة 3سنوات متتالية ؛ظهرت في سلسلة الافلام الوثائقية(القوة الداخلية)وكادت أن تصل إلي دورة الألعاب الأولمبية ب ريو دي جانيرو 2016 ولكن نقطتين منعناها عن الوصول الي التصفيات النهائية.
خلال عطلتها في ألاسكا استطاعت أن تتعرف علي بيئة التدريب في الولايات المتحدة الأمريكية والتقت بمدربها الذي شجعها علي الأنتقال الي أكرون في أهاويو حيث كان يتولي تدريبها وعندما استقرت في أوهايو سجلت تقدم واضح رغم تعرضها لاصابة في الظهر ؛وشاركت كمتحدثة في عدد من الفعاليات منها مؤتمر الرياضة العالمي للمرأة في الإمارات العربية المتحدة مايو 2015؛ويوم المرأة العالمي بكلية الشارقة للطالبات عام 2012 .

## أكبر وزن قامت برفعه
150 كيلو جرام .

## الشخصية الملهمة لها
تعتير كلثوم عبد الله الباكستانية المحجبة هي الملهمة لها في هذا المجال الرياضي ؛ وامنة الحداد تعتبر الوحيدة من مجلس دول الخليج العربي التي شاركت في بطولة (كروس فيت) لألعاب آسيا

## حذائها المفضل
حذاء NIKE FREE TRANSFORMوهذا ماترتديه عندما لاترفع الأثقال ؛بينما حذاء NIKE METCON2ما ترتديه عندما ترفع الأثقال وهو من الاحذية التي ابتكرتها شركة NIKEللرياضات ذات الوتيرة العالية.